# لویک پوژول
لویک پوژول (انگلیسی: Loïc Poujol؛ زادهٔ ۲۷ فوریهٔ ۱۹۸۹) بازیکن فوتبال اهل فرانسه است.
از باشگاه‌هایی که در آن بازی کرده‌است می‌توان به باشگاه فوتبال سوشو و باشگاه فوتبال پاریس اشاره کرد.
وی همچنین در تیم ملی فوتبال زیر ۲۰ سال فرانسه بازی کرده‌است.